# قرارداد کشتن
قرارداد کشتن (به انگلیسی: Contract to Kill) یک فیلم اکشن آمریکایی به نویسندگی و کارگردانی کئونی واکسمن با بازی استیون سیگال که در سال ۲۰۱۶ به صورت ویدئویی منتشر شد. 

## داستان
“هارمون” (استیون سیگال) مامور حرفه ای سازمان CIA آمریکا، برای ماموریتی جهت بررسی فعالیت های تروریستی عرب ها، به همراه تیمش به قسمتی از مکزیک فرستاده می‌شود تا…

## بازیگران
- استیون سیگال: جان هارمون
- راسل وانگ: متی شارپ
- جما دالنر: زارا هاک
- میرشیا درمباران: خوزه ریورا
- سرجیو کاستا: آیهان المجاهد
- غسان بوز: عبدالرئوف
- آندری استنسیو: مت بک